# Joseph August Röckel
Joseph August Röckel   (Neunburg vorm Wald, 28 d'agost de 1783 - Köthen, 19 de setembre de 1870) fou un tenor d'òpera alemanya i productor d'òpera. Va actuar de Floristan al 1806 ressorgiment de Beethoven i la seva òpera Fidelio a Viena, i més tard va produir l'òpera per primera vegada a Londres.
Originalment estava destinat a l'església, però el 1803 va entrar al servei diplomàtic de l'elector de Baviera com a secretari privat del "Chargé d'Affaires" bavarès a Salzburg. Al recordar la legació de Salzburg el 1804, va acceptar un compromís per cantar al "Theater an der Wien" de Viena, on, el 29 de març de 1806, va aparèixer com a Florestan en el restaurament del Fidelio de Beethoven.
El 1823 Röckel va ser nomenat professor de cant a l'Opera Imperial; el 1828 va emprendre la direcció de l'Opera d'Aquisgrà, i l'any següent va fer l'atrevida experimentació de produir òperes alemanyes a París amb una companyia alemanya completa. Animat per l'èxit d'aquesta aventura, va romandre a París fins al 1832, quan va portar la seva companyia a Londres, i va produir Fidelio, Der Freischütz, i altres òperes de l'escola alemanya, al "King's Theatre"; els artistes principals foren Wilhelmine Schröder-Devrient i Anton Haizinger, amb Johann Nepomuk Hummel (cunyat de Röckel) com a director d'orquestra.
El 1835 es va retirar de la vida operística, i el 1853 va tornar finalment a Alemanya, on va morir, a Köthen, el setembre de 1870.
Junt a la cantant d'òpera Elisabeth Röckel la qual era la seva germana, foren els primers membre del la nissaga de músics Röckel; Va tenir tres fills que també foren músics; el compositor i director d'orquestra August (1814-1876); El pianista Edouard, (1816-1899) i Joseph Leopold Röckel (1838-1923), compositor i pedagog musical.